# Nyctemera macklottsi
Nyctemera macklottsi är en fjärilsart som beskrevs av Arnold Pagenstecher 1901. Nyctemera macklottsi ingår i släktet Nyctemera och familjen björnspinnare. Inga underarter finns listade i Catalogue of Life.